# Rudolf Pöschl
Rudolf Pöschl (* 5. Mai 1852 in Rohrbach in Oberösterreich; † 1. April 1940 ebenda) war ein österreichischer Industrieller und Politiker.

## Leben
Rudolf Pöschl wurde am 5. Mai 1852 als einer der Söhne des Industriellen und Politikers Josef Pöschl in der zum damaligen Kaisertum Österreich gehörenden Gemeinde Rohrbach in Oberösterreich geboren. Nach einschlägiger Ausbildung übernahm er im Jahre 1871 zusammen mit seinen Brüdern Louis, Friedrich und Franz den väterlichen Betrieb, eine Lederfabrik, die fortan den Namen Josef Pöschls Söhne trug. In späteren Jahren führte er das Unternehmen allein und baute die Firma weiter aus. In den Jahren 1883 bis 1890 gehörte er dem Gemeindeausschuss von Rohrbach an und war vom 26. Juni 1897 bis zum 27. Juli 1909 über zwölf Jahre lang der Bürgermeister seiner Heimatgemeinde. Nebenbei war er von 1889 bis 1918, also über einen Zeitraum von fast 30 Jahren, Abgeordneter zum Oberösterreichischen Landtag. Hier war er im wirtschaftspolitischen Ausschuss, für den er oftmals als Berichterstatter für das Plenum, vor allem über Wirtschafts- und Verkehrsfragen, insbesondere des Oberen Mühlviertels, fungierte.
Der vielfach geehrte und ausgezeichnete Pöschl, der unter anderem im Jahre 1910 zum Ehrenbürger von Rohrbach ernannt wurde und 1921 den Berufstitel Kommerzialrat erhielt, wirkte auch maßgeblich in Vertretungskörpern der Wirtschaft und in wirtschaftlichen Gremien. Dabei war er zum Beispiel von 1888 bis 1938, über einen Zeitraum von 50 Jahren, Mitglied des Direktionsvorstandes der Mühlkreisbahn. Des Weiteren trat er als Obmann der Fachgruppe der österreichischen Lederindustrie und des Fachausschusses der österreichischen Treibriemenindustrie in Erscheinung. Am 1. April 1940 verstarb Pöschl rund einen Monat vor seinem 88. Geburtstag in seinem Heimatort Rohrbach in Oberösterreich. Erst rund 14 Jahre nach seinem Ableben wurde er ein Ehrenmitglied des Vereins Österreichischer Ledertechniker. Noch zeitlebens wurde er zum Generalrat ernannt.
Nachdem er 50 Jahre lang die Firma leitete, gab er diese an seine Söhne weiter, wobei vor allem die Söhne Wilhelm und Rudolf junior bedeutend als Gesellschafter in Erscheinung traten. Die Kinder entstammten der Ehe mit der gebürtigen Natalie Hochleitner, die selbst aus den angesehenen Familien Hochleitner bzw. Hinterberger stammte. Noch heute erinnern die Pöschlgasse, die Pöschl-Villa, der Pöschlteich, der Pöschlpark, der Gerberweg und die Grundwasser-Überwachungsstationen in Rohrbach an die Ledererzeugung des Familienunternehmens Pöschl. Die letzten noch verbliebenen Gebäude aus der Zeit der Lederfabrikation mussten im Jahre 2012 dem Bau von Wohnhäusern weichen.